# Esther Anderson
Esther Anderson (Melbourne, 13 juni 1979) is een Australisch actrice die sinds 2008 Charlie Buckton speelt in de Australische soap Home and Away.